# Joseph Belloni
Pour les articles homonymes, voir Belloni.
Joseph Belloni, né à Rancate le 31 août 1898 où il est mort le 8 janvier 1964, est un sculpteur suisse.

## Biographie
Formé à Lugano puis à Milan, membre de la Société des artistes français, il arrive à Lyon en 1921 et prend part pendant vingt ans à l'élaboration de nombreuses sculptures de la Basilique Notre-Dame de Fourvière, parmi lesquelles la frise située au-dessus de la porte d'entrée, David et Goliath et le Jugement de Salomon sur la tour de la Justice.
Autres œuvres :
- buste du peintre François Guiguet.
- Vierge à l'Enfant, en façade de la chapelle Sainte-Madeleine édifiée par Georges Curtelin à Bourg-en-Bresse.